# Sinyaya Ptitsa
Sinyaya Ptitsa en ruso: Синяя Птица, es una variedad cultivar de ciruelo (Prunus domestica), de las denominadas ciruelas europeas,
una variedad de ciruelaobtenida en la "Estación de selección experimental de Crimea" del "Instituto Panruso de Investigación Científica de Cultivo de Plantas, N. I. Vavilov". Las frutas tienen un tamaño grande, son de forma ovalada ancha, forma regular; piel de color de la cubierta morada, con una gruesa capa de pruina azulada, y pulpa de color amarillo, densa, dulce y de excelente sabor.

## Sinonimia
- "Синяя Птица",
- "Pájaro Azul",
- "Слива Синяя Птица",
- "Sliva Sinyaya Ptitsa".[4][5]

## Historia
'Sinyaya Ptitsa' es una variedad de ciruela creada por el equipo de obtentores formado por G. V. Eremin, y S. N. Zbrodina en la "Estación de selección experimental de Crimea" del "Instituto Panruso de Investigación Científica de Cultivo de Plantas, N. I. Vavilov" mediante el cruce de la variedad 'Rannyaya húngara caucásica' como "Parental Madre" x el polen de la variedad 'Kabardinskaya' como "Parental Padre".
'Sinyaya Ptitsa' está zonificada en la región del Cáucaso Norte desde 1997.

## Características
'Sinyaya Ptitsa' es un árbol vigoroso, de copa redondeada, de densidad media. Fructificación temprana. Autofértil. La producción es alta y regular.
'Sinyaya Ptitsa' tiene frutos de tamaño grande, son de forma ovalada ancha, forma regular; piel de color de la cubierta morada, con una gruesa capa de pruina azulada; puntos ligeramente visibles; la sutura ventral mediana; el pedúnculo es de longitud media, siendo la separación del pedúnculo del fruto seca, lo que facilita su transporte; la pulpa es de color amarilla, densa, dulce y de excelente sabor.
Hueso es semi adherente, ovalado, tamaño mediano y se separa fácilmente.
El fruto madura en la segunda decena de agosto. Los frutos son transportables.

## Usos
Los frutos son adecuados tanto para el consumo en fresco como para diversos tipos de procesamiento, entre otros, ciruelas pasas, mermelada, conservas.
Apto para producción y horticultura intensiva.

## Cualidades
La variedad es de rendimiento alto, alta resistencia al invierno, resistencia a la sequía es media, autofértil. 
Los daños por enfermedades presenta una resistencia a la moniliosis, la clasterosporiosis y la poliestigmosis.